# Esmolol
Esmololul este un medicament din clasa beta-blocantelor, fiind utilizat în tratamentul unor afecțiuni cardiace. Calea de administrare disponibilă este cea intravenoasă. Este un beta-blocant beta1 cardioselectiv, cu o instalare rapidă a efectului. Este și un antiaritmic de clasă II.
Molecula a fost patentată în 1980 și a fost aprobată pentru uz medical în anul 1982.

## Utilizări medicale
Esmololul este utilizat în:
- tahicardii supraventriculare (intraoperator și postoperator)
- tahicardie sinusală
- fibrilații atriale episodoce
- aritmii induse de anestezie
- crize de hipertensiune arterială (urgențe).